# Kia Morning
O Kia Morning (Europa e Ásia) e Kia Picanto (resto do mundo), é um automóvel de porte mini - ou, "subcompacto" - fabricado pela Kia Motors e, hoje, já está em sua terceira geração. Seu lançamento na Europa e na Ásia ocorreu em 2004.
Sua primeira geração, que durou de 2004 a 2011, era vendida inicialmente com dois motores a gasolina (1.0 de 61 cv ou 1.1 de 65 cv). Na Europa o modelo também recebeu um motor de 1,1 litro a diesel, com três cilindros, que entrega 75 cv.

## No Brasil

### Primeira geração (2006-2012)
O carro foi lançado pela Kia Motors do Brasil em 2006, com motor 1.0 12v, 64 cv e 8,9 kgfm de torque a 3.000 rpm. Em 2008, o Picanto recebeu seu primeiro facelift, quando ganhou novos faróis e lanternas, além de mudanças sutis no para-choque. Alguns anos depois, em 2010, outro facelift lhe deu a conhecida frente com os “dentes de tigre”.

### Segunda Geração (2012-2017)
A Kia trouxe ao Brasil a segunda geração do Picanto em 2012, a qual trouxe com uma série de mudanças estéticas, sendo oferecido em quatro opções de configuração, todas equipadas com o motor 1.0 e com a tecnologia bicombustível (flex), com potência de 80 cavalos a 6.200 rpm, quando abastecido com etanol, e 77 cv na mesma rotação quando abastecido com gasolina. O torque fica em 10,2 mkgf a 4.500 rpm com o combustível derivado da cana, e 9,6 com gasolina. O câmbio podia ser manual ou automático de quatro velocidades.
A versão com câmbio manual de 5 marchas contava com ar-condicionado, direção elétrica, volante multifuncional e revestido em couro, vidros elétricos, travas elétricas, rádio com CD e MP3, airbag duplo, faróis de neblina, indicadores de seta com lâmpadas de LED, entre outros itens, com preço de R$ 34.900. Caso o comprador optasse pelo modelo manual com adicional de lâmpadas de LED nos faróis, airbags de cortina e nas laterais e teto solar, pagaria R$ 39.900.
Já as versões que saíam de fábrica com câmbio automático de 4 velocidades, tinham o preço sugerido de R$ 39.900, contando com o mesmo pacote de acessórios oferecido na versão básica manual. Para a versão automática com teto solar, seis airbags e lâmpadas de LED, o valor cobrada era de R$ 44.900.

### Terceira geração (2018-2019)
A terceira geração do Kia Picanto, chegou às lojas brasileiras em fevereiro de 2018 apenas na versão mais completa, a GT de aparência esportiva, em um lote de apenas 100 unidades importadas pela Kia para o Brasil, com preço unitário que superava os R$ 65 mil, equipado com motor 1.0 e câmbio automático de quatro marchas. Porém, em abril de 2019, a Kia, respondendo ao questionamento de um internauta no Twitter, sobre o porquê de o Picanto ter "sumido" do site do fabricante, disse que havia suspendido as importações do compacto temporariamente, não havendo previsão de retorno das vendas do Picanto no Brasil. Desde então, o Picanto não retornou ao mercado brasileiro, sendo substituído indiretamente pelo Kia Rio, importado do México e lançado em janeiro de 2020 em solo brasileiro.

#### Teste de Segurança doLatin NCAP
O Latin NCAP realizou um teste de segurança no veículo em 2020, ficou sem nenhuma estrela.

## Galeria
- Primeira geração (2004-2011; 2006-2012, Brasil)
- Segunda geração (2011-2017; 2012-2017, Brasil)
- Terceira geração (2017-presente; 2018-2019, Brasil)